# Woburn Sands
Woburn Sands è un paese di 2 246 abitanti della contea del Buckinghamshire, in Inghilterra.